# Bahnstrecke Haaren–Aachen-Rothe Erde
| |                      |                                |                                |
| Streckennummer (DB): | 2560                 |                                |                                |
| Streckenlänge: | 5,2 km               |                                |                                |
| Spurweite: | 1435 mm (Normalspur) |                                |                                |
| |                      |                                |                                |
| \| \| \| von Aachen Nord \| \| \| \| 0,0 \| Haaren (b Aachen) Weiche \| Haaren (b Aachen) Weiche \| \| \| \| nach und von Jülich \| \| \| \| 0,7 \| Haaren (b Aachen) \| Haaren (b Aachen) \| \| \| \| von Köln \| \| \| \| 3,7 \| Aachen-Rothe Erde Wertz (Anst) \| Aachen-Rothe Erde Wertz (Anst) \| \| \| 4,3 \| Aachen-Rothe Erde Gbf \| Aachen-Rothe Erde Gbf \| \| \| \| Vennbahn von Hahn \| \| \| \| 5,2 \| Aachen-Rothe Erde Pbf \| Aachen-Rothe Erde Pbf \| \| \| \| nach Aachen Hbf \| \| \| \| \| \| \| \| Quellen: [1][2] \| \| \| \| |                      |                                |                                |
| |                      | von Aachen Nord                |                                |
| ehemalige Blockstelle | 0,0                  | Haaren (b Aachen) Weiche       | Haaren (b Aachen) Weiche       |
| Abzweig geradeaus, ehemals nach links und ehemals von links |                      | nach und von Jülich            | nach und von Jülich            |
| ehemaliger Bahnhof | 0,7                  | Haaren (b Aachen)              | Haaren (b Aachen)              |
| Strecke von links · Kreuzung geradeaus unten |                      | von Köln                       | von Köln                       |
| Strecke · Blockstelle | 3,7                  | Aachen-Rothe Erde Wertz (Anst) | Aachen-Rothe Erde Wertz (Anst) |
| Dienststation / Betriebs- oder Güterbahnhof · Dienststation / Betriebs- oder Güterbahnhof | 4,3                  | Aachen-Rothe Erde Gbf          | Aachen-Rothe Erde Gbf          |
| Strecke · Abzweig geradeaus und ehemals von links |                      | Vennbahn von Hahn              | Vennbahn von Hahn              |
| Bahnhof · Dienststation / Betriebs- oder Güterbahnhof | 5,2                  | Aachen-Rothe Erde Pbf          | Aachen-Rothe Erde Pbf          |
| |                      | nach Aachen Hbf                |                                |
| |                      |                                |                                |
| Quellen: |                      |                                |                                |

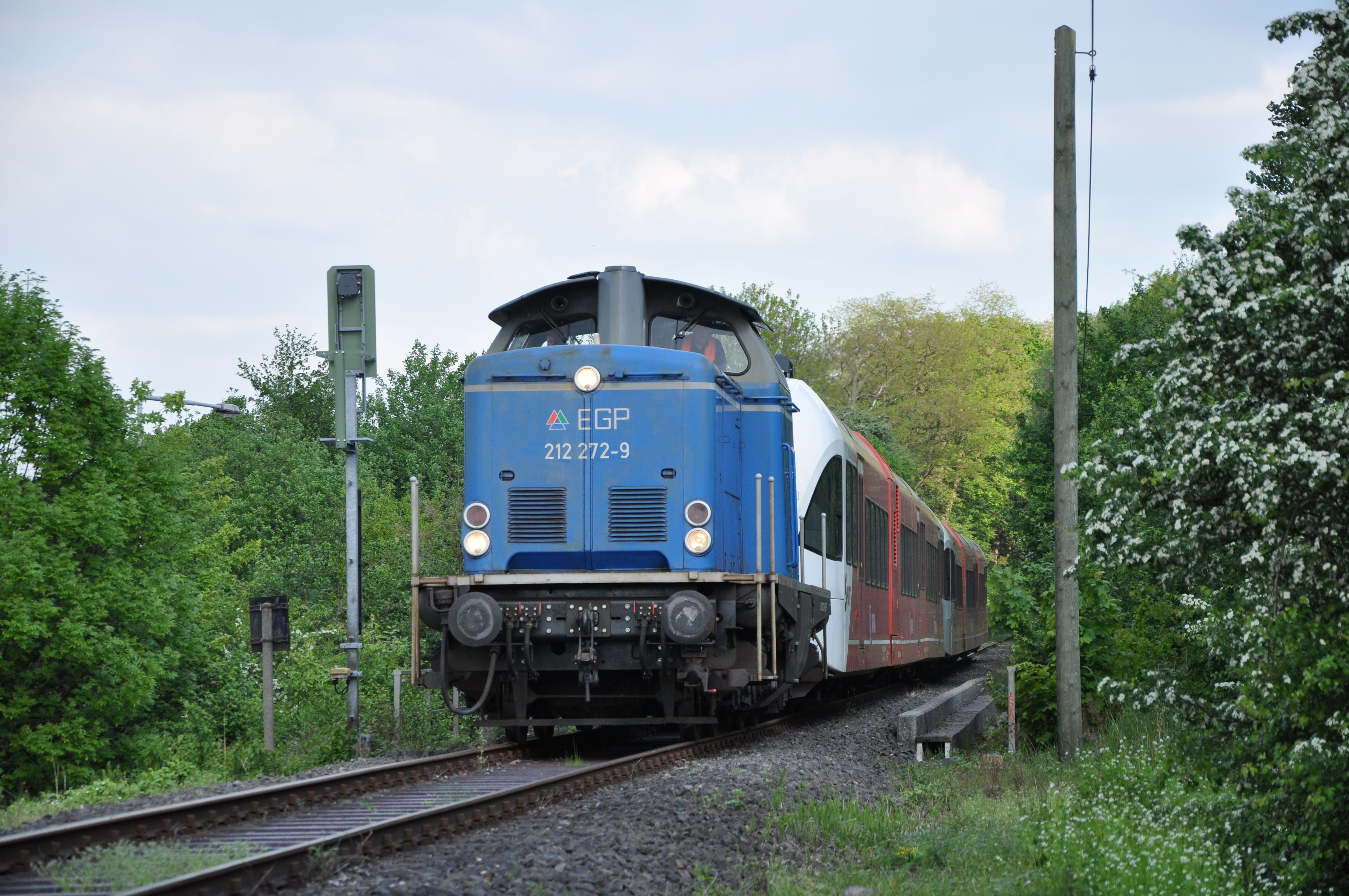
Überführung von zwei Stadler GTW-Triebwagen von Arriva mit einer Diesellokomotive der Baureihe V100 in Haaren

Die Bahnstrecke Haaren–Aachen-Rothe Erde zweigt in Haaren (seit 1972 Stadtteil von Aachen) südostwärts von der Bahnstrecke Aachen Nord–Jülich ab und führt in einem großen Bogen zum Bahnhof Aachen-Rothe Erde. Die 1875 eröffnete Eisenbahnstrecke wurde bis 1983 fast ausschließlich für Güterverkehr genutzt; einzige Ausnahme war kurzzeitiger Personenverkehr im Jahre 1876. Seit 1983 wurde der Verkehr im Zugleitbetrieb abgewickelt, seit 2007 handelt es sich rechtlich lediglich noch um ein Nebengleis des Bahnhofs Aachen-Rothe Erde.

## Infrastruktur
Die Aachener Industriebahn hatte am Bahnhof Aachen-Rothe Erde kein eigenes Bahnhofsgebäude, aber in Haaren wurde ein kleiner Güterbahnhof gebaut und im Kopfbahnhof Aachen Nord existierten neben einem kleinen Empfangsgebäude für den Reisezugverkehr nach Jülich eine Güterabfertigung sowie Laderampen, mehrere Ladegleise und Gleisanschlüsse.

## Geschichte
Am 31. Dezember 1875 nahm die Aachener Industriebahn die Verbindung vom neu entstandenen Gleisdreieck in Haaren nördlich von Aachen nach Rothe Erde in Betrieb. Somit entstand zusammen mit den Bahnstrecken Aachen Nord–Jülich und Stolberg–Kohlscheid eine Verknüpfung der Steinkohlegruben des Wurmreviers und der Industrie im Norden Aachens mit dem Hüttenwerk Rothe Erde. Zum Zwecke einer durchgängigen Verbindung zur Strecke Richtung Mariadorf und Hoengen wurde im Bereich der Clarasiedlung am Prager Ring westlich von Haaren das kleine Gleisdreieck gebaut. Es wurde in den 1980er Jahren bis auf die Verbindung vom Bahnhof Aachen Nord nach Haaren abgebaut.
Im Zuge der Verstaatlichung aller Eisenbahnstrecken unterstand die Strecke ab 1. Mai 1887 den Preußischen Staatseisenbahnen.
Nach der Einstellung des Güterverkehrs zwischen Bahnhof Aachen Nord und Würselen auf der Strecke nach Jülich entfiel Anfang der 1980er Jahre der Zubringerverkehr. Zum 31. Dezember 1983 wurde dieser Streckenabschnitt offiziell stillgelegt. Der verbleibende Abschnitt der Jülicher Strecke von Aachen Nord zum Gleisdreieck in Haaren blieb zur Bedienung der Gleisanschlüsse über die Verbindungsstrecke vom Bahnhof Rothe Erde aus bestehen. Im November 2007 wurde die Strecke Haaren–Aachen-Rothe Erde gemeinsam mit dem verbliebenen Teil der Strecke Aachen Nord–Jülich in ein Nebengleis des Bahnhofs Aachen-Rothe Erde umgewandelt und verlor damit den Status als Eisenbahnstrecke.
Heute wird die Verbindung Haaren–Aachen-Rothe Erde für Überführungen von Fahrzeugen aus der Waggonfabrik Talbot genutzt. Aufgrund fehlender Oberleitung müssen voll elektrische Fahrzeuge dabei von einer Lokomotive mit eigenem Antrieb gezogen werden.